# Durs Grünbein
Durs Grünbein, né le 9 octobre 1962 à Dresde, est un poète et essayiste allemand.

## Biographie
Témoin de la fin de la RDA, il est lauréat du prix Georg-Büchner à 33 ans en 1995. Sa poésie, du premier recueil d'instantanés publié à l'Ouest en 1988, « Zone grise, le matin, » à Schädelbasislexikon (1991), « happy nécrologue » de la RDA, jusqu'aux cycles « transhistoriques » de « Après les satires » (1999), adopte un ton docte ou parodie l'idiolecte médiatique.
Dans ses essais renonçant à toute construction de sens universaliste (« Galilée arpente l'enfer de Dante », 1996), il pose les jalons d'un « neuro-romantisme » redevable au jeune Gottfried Benn et cherche à réconcilier la poésie avec les sciences naturelles.
En France, ses poèmes ont été traduits par Nicolas Grenier et Jean-Yves Masson.
Il est élu membre de l'Académie des arts de Berlin en 1999.